# Чеканов, Николай Григорьевич
Николай Григорьевич Чеканов (30 июня 1921, Павловский Посад, Московская губерния — 22 апреля 1974, Павловский Посад, Московская область) — советский футболист.

## Карьера
За свою карьеру выступал в советских командах «Динамо» Киев, «Спартак» Киев, «Спартак» (Москва), ДО (Ташкент) и команду города Ступино..